# Shoarmasaus (verhaal)
Het verhaal over shoarmasaus is een (zeer hardnekkig) Nederlands broodjeaapverhaal.

## Het verhaal
Op de website van het DOC Volksverhaal van het Meertens Instituut is onder meer een versie van het volksverhaal 'sperma in de shoarmasaus' uit 1992 weergegeven. Internationaal staat het verhaal bekend als 'BRUN 05515. Masturbating into Food':
Keukengeheim
«Gisteren hoorde ik het volgende verhaal (drie onafhankelijke bronnen!). De shoarmazaak in Arnhem zou zijn gesloten vanwege het volgende: twee mensen (jongen en meisje, bevriend of net getrouwd) hadden daar gegeten en waren beroerd geworden. Vervolgens waren ze naar het ziekenhuis gebracht, waar hun maag werd uitgepompt. De arts vroeg daarna verontrust wat zij gedaan hadden. "Hoezo?" was het commentaar. Waarop hij vertelde dat er vijf soorten sperma in beider maaginhoud waren aangetroffen. Men ging dus meteen naar de shoarmazaak, waar door de keuringsdienst het vlees in orde werd bevonden. In de knoflooksaus werden echter zeven (!) soorten sperma aangetroffen.»

## Waarheidsgehalte
Dit verhaal is niet waar. Het is een wanderlegende. De plaats is hier Hengelo, Arnhem of zowel Hengelo als Arnhem, maar varieert met de regio waar het verhaal verteld wordt: het kan evengoed Leiden, Groningen, Rotterdam of Brussel zijn. Het verhaal komt ook voor in Beverwijk, Dordrecht, Drachten, Enschede, Utrecht en Dalfsen. In Utrecht nam een medewerker van een shoarmazaak na verloop van tijd zelfs ontslag, na vele aantijgingen. In Mechelen is ongeveer hetzelfde aan de hand geweest. Er wordt verteld dat daar twee shoarmazaken gesloten zijn omdat, er sperma werd aangetroffen in de saus. In varianten op het verhaal vallen mensen die van de saus gegeten hebben flauw of worden ze ziek. Dit is uiteraard al helemaal onzin, aangezien het inslikken van sperma absoluut niet schadelijk voor de gezondheid is.

## Kern van waarheid
Ook dit verhaal bevat een kern van waarheid. Koks en obers in restaurants zijn immers ook mensen, en kennen emoties. Een zeurende klant wekt irritatie op, evenals iemand die veel eist maar geen fooi geeft. Het kwam (en komt) wel voor dat op het eten gespuugd wordt, met name wanneer de klant het terug stuurt naar de keuken omdat het niet goed zou zijn. Ook wassen sommige koks hun handen niet als ze naar de WC zijn geweest. Een aanverwant verhaal dat bovendien wel waar is, is dat men pinda's op een feestje heeft onderzocht en daar urinesporen heeft gevonden, afkomstig van feestgangers die na WC-bezoek hun handen niet wassen. De waarheid achter het shoarmaverhaal is dus wellicht nog erger dan het verhaal zelf.